# Berezin B-20
O Berezin B-20 (Березин Б-20) foi um canhão automático de 20 mm utilizado em aeronaves soviéticas na Segunda Guerra Mundial.

## Desenvolvimento
O B-20 foi criado por Mikhail Yevgenyevich Berezin em 1944 ao converter sua metralhadora Berezin UB de 12.7 mm para utilizar a munição de 20 mm que já era utilizada pelo ShVAK. Nenhuma outra alteração foi feita a arma, que era pneumatica ou mecanicamente carregada em versões sincronizadas ou não. Em 1946, uma versão elétrica foi criada para ser utilizada em torres do bombardeiro Tupolev Tu-4 até que o canhão Nudelman-Rikhter NR-23 estivesse disponível. O B-20 foi também uma arma que substituiu o ShVAK por ser significativamente mais leve - 25 kg (55 lb) contra 40 kg (80 lb) do ShVAK - sem sacrificar a cadência de tiro ou velocidade de saída.

## Especificações
- Munição: 20×99mm
- Peso básico: 25 kg (55 lb)
- Velocidade de saída: 750–770 m/s (2,460-2,525 ft/s)
- Cadência de tiro: 800 tiros/min
- Massa de uma rajada de um segundo: 0.95 kg (2.1 lb)

## Produção
Os arquivos soviéticos registram os seguintes números de produção, por ano:
- 1944 — 2.275 unidades
- 1945 — 7.240
- 1946 — 440
- 1947 — 780
- 1948 — 1.686
- 1949 — 2.931